# Grotte de Soreq
La grotte de Soreq (ou Sorek), encore appelée grotte d'Avshalom (en hébreu : מערת אבשלום, mearat avshalom) ou grotte de la stalactite (Stalactite cave en anglais), se situe sur le versant ouest des monts de Judée.

## Découverte
Elle fut découverte en mai 1968 lors d'une explosion provoquée dans la roche pour obtenir des pierres de construction, laissant apparaître des stalactites. Elle a été nommée d'après le nom d'Avshalom Shoham, tué pendant la Guerre d'usure.

## Description
La grotte date de 8 à 25 millions d'années. Elle mesure au maximum 91 mètres de long sur 80 mètres de large, pour une hauteur maximale de 15 mètres, formant une surface de 480 m2 et un volume de 25 000 m3.
La température est constante à 22 °C et le taux d'humidité est très élevé, compris entre 92 et 100 %.
Elle est connue pour être l'une des plus belles grottes de stalactites au monde.

## Galerie

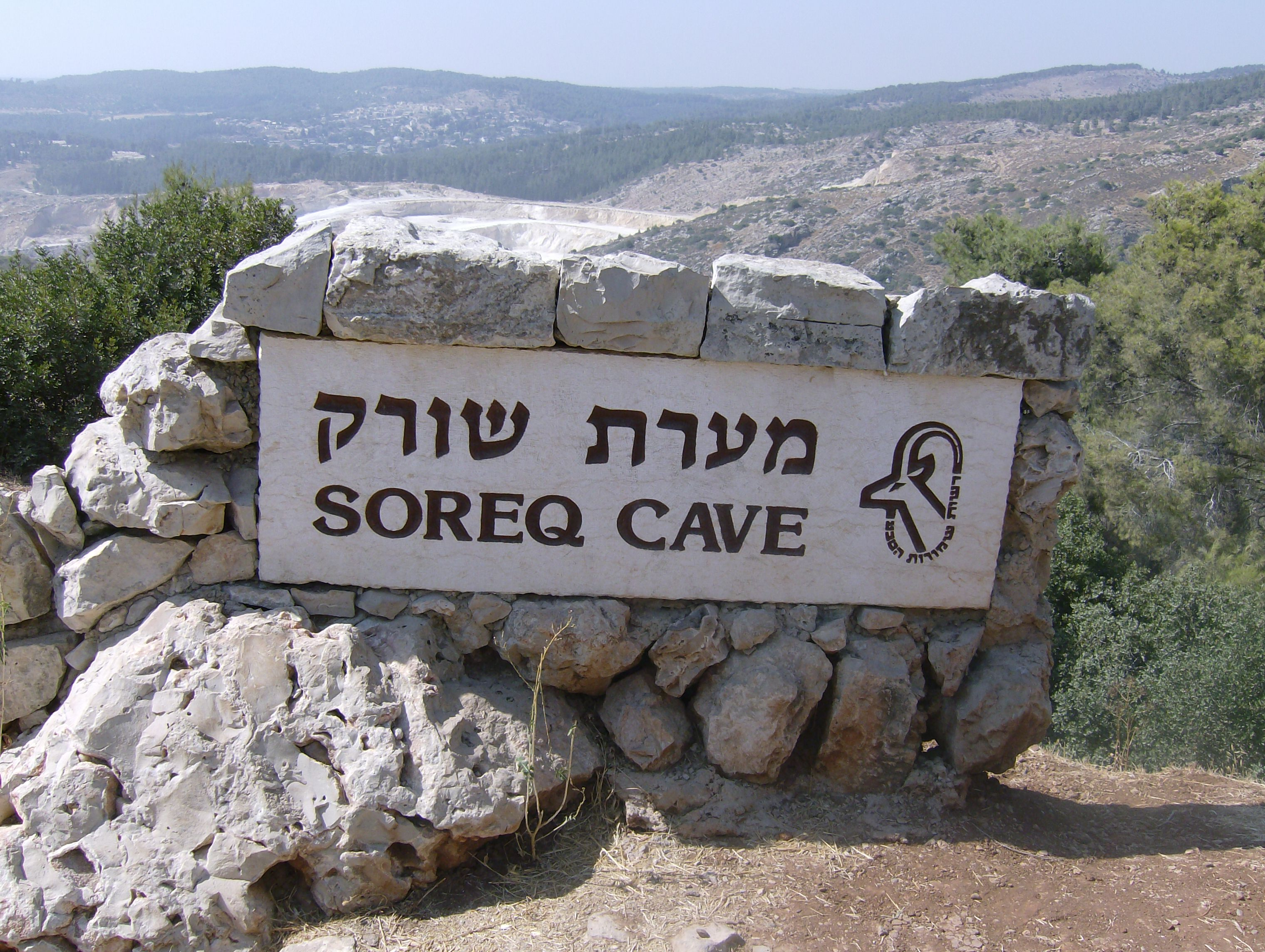
Panneau à l'entrée.
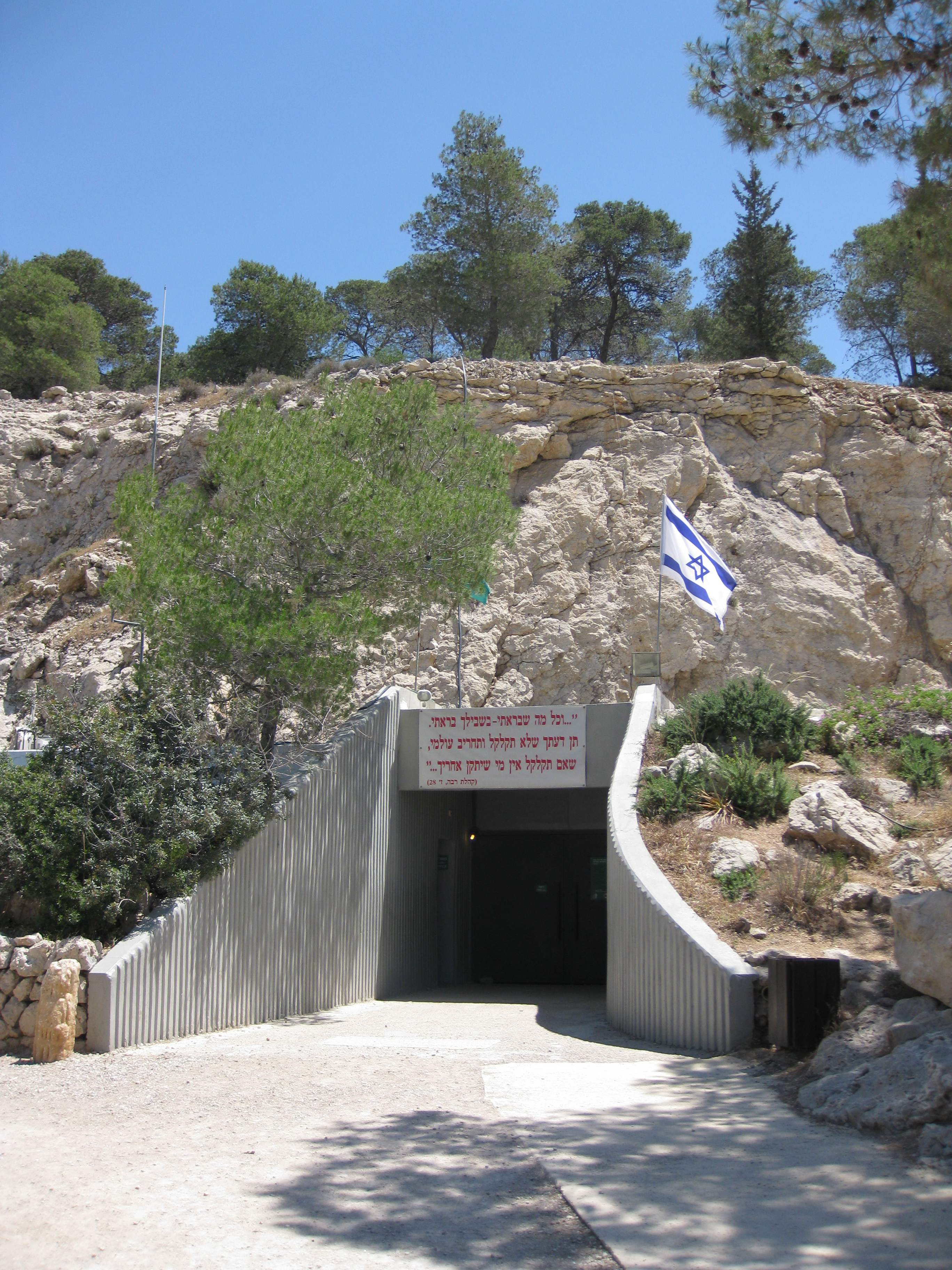
Entrée de la grotte.
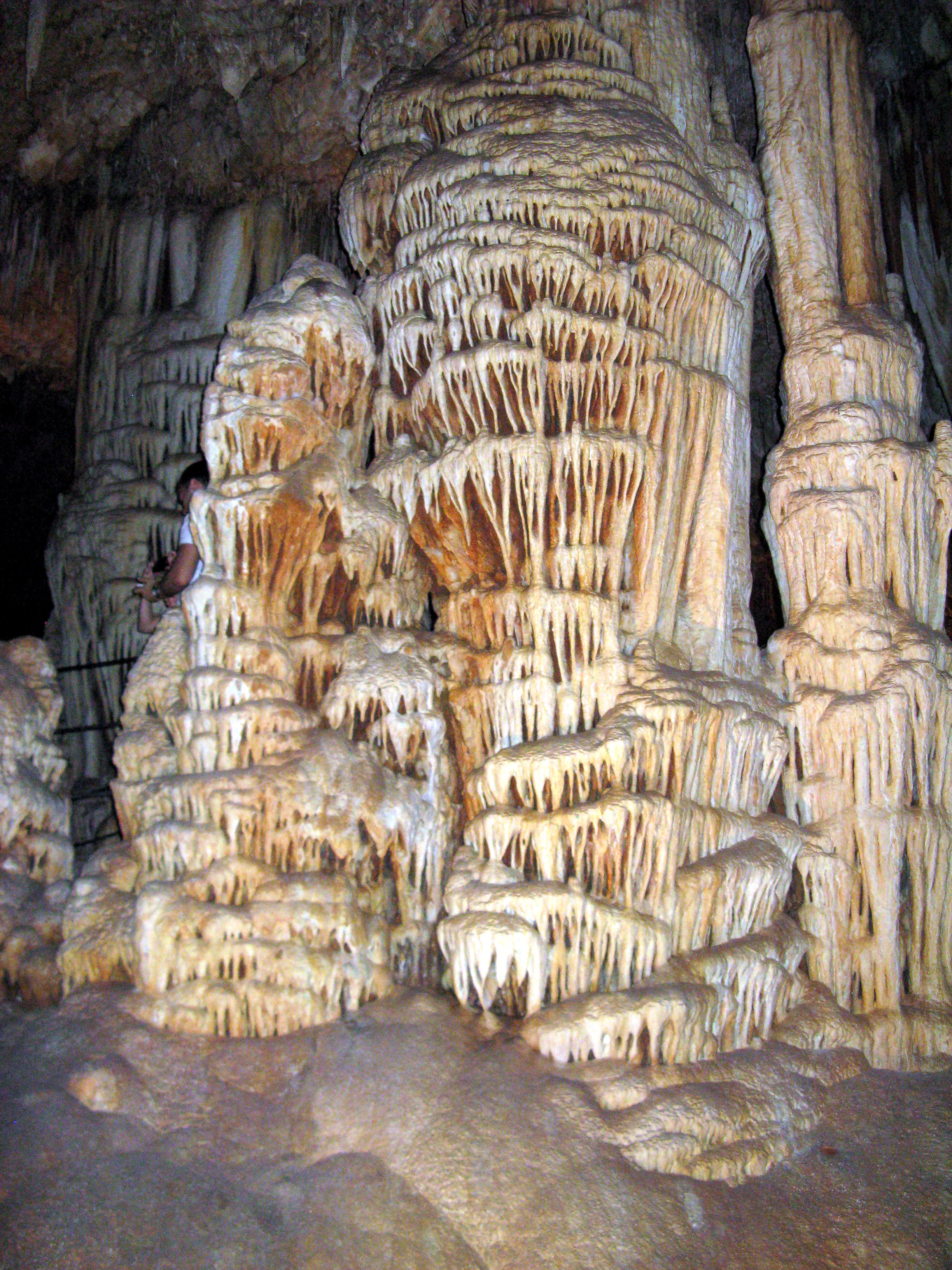
Massif stalagmitique.
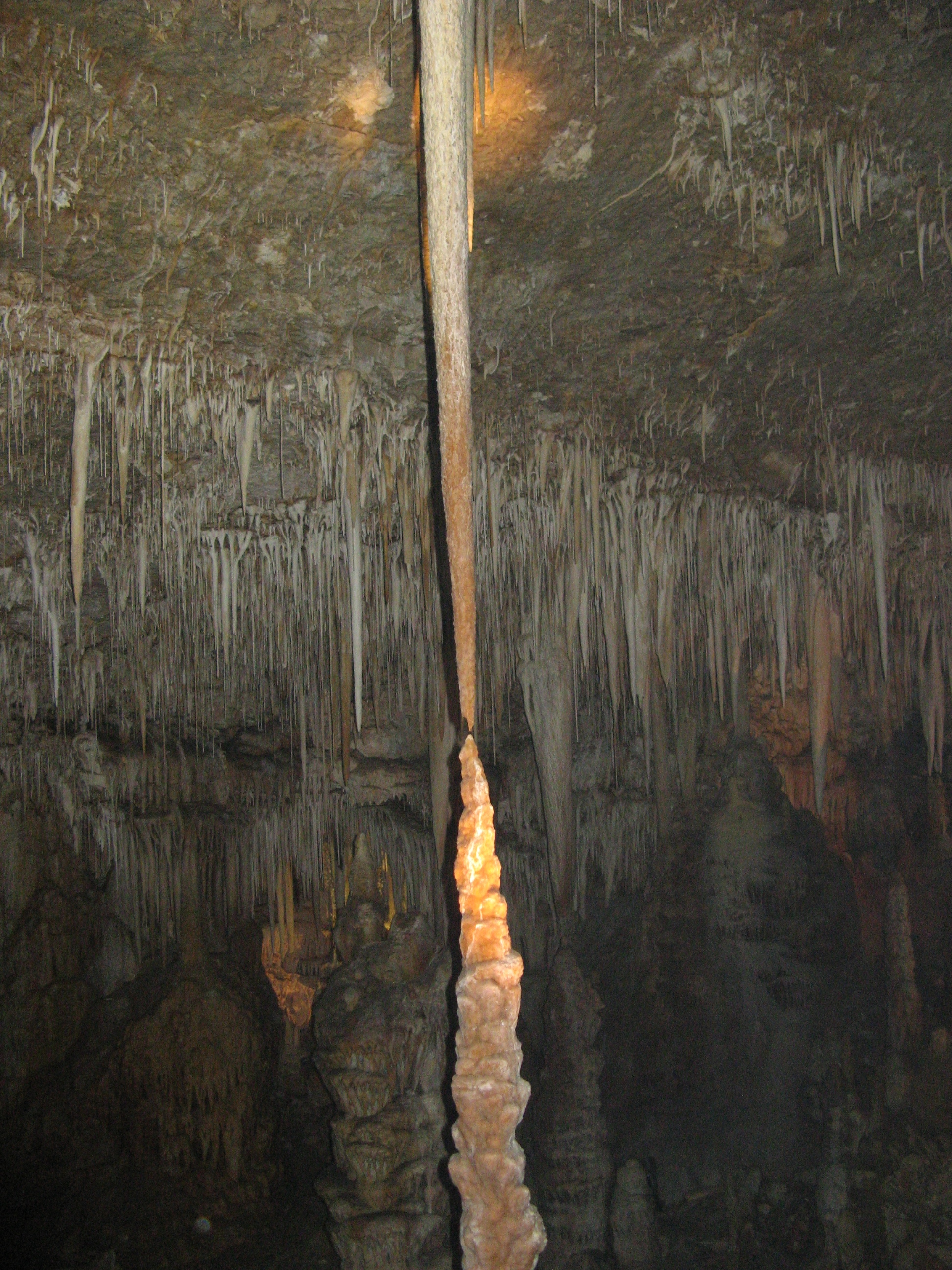
Stalagmite et stalactite.
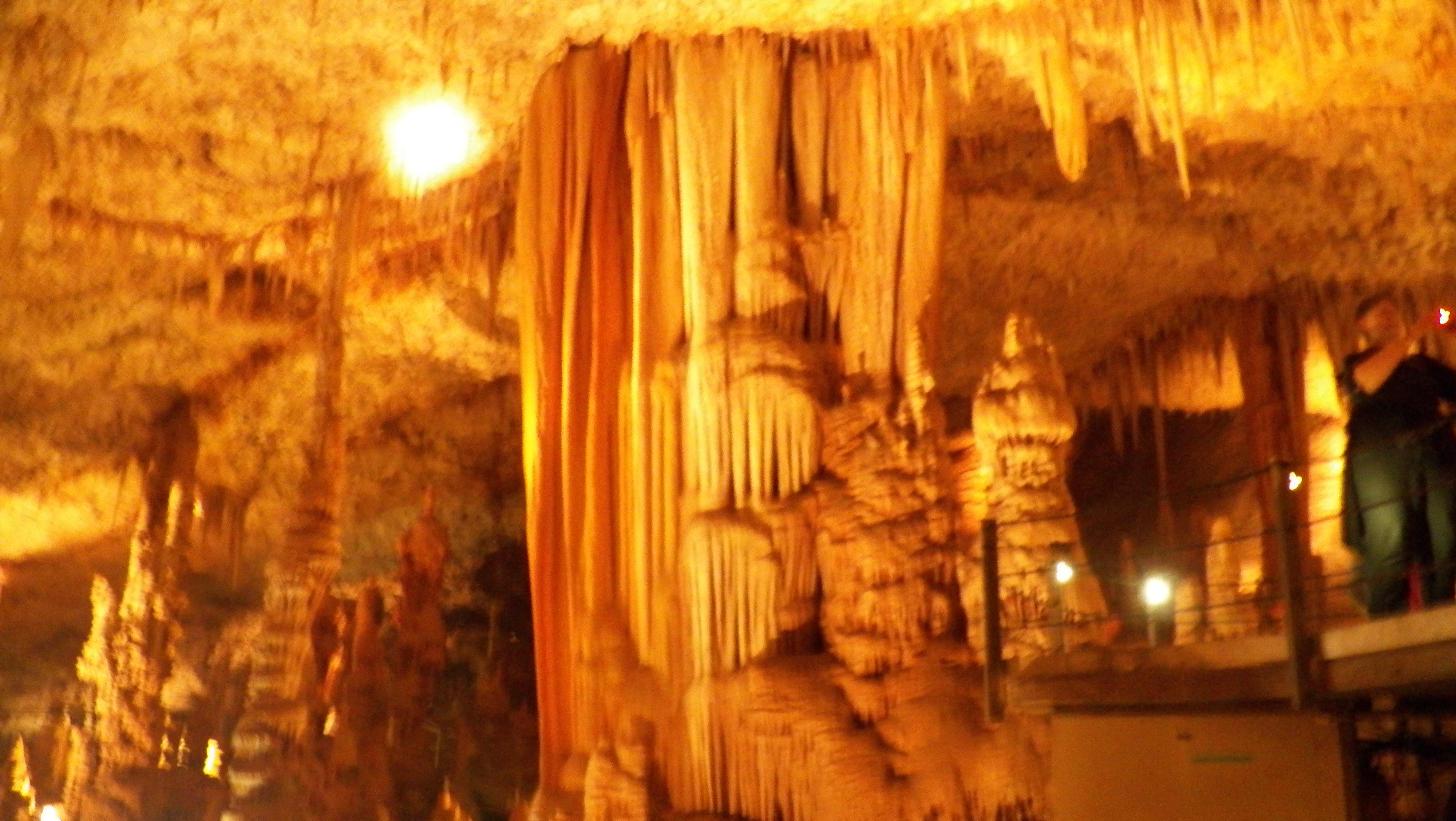
Spéléothème 1.
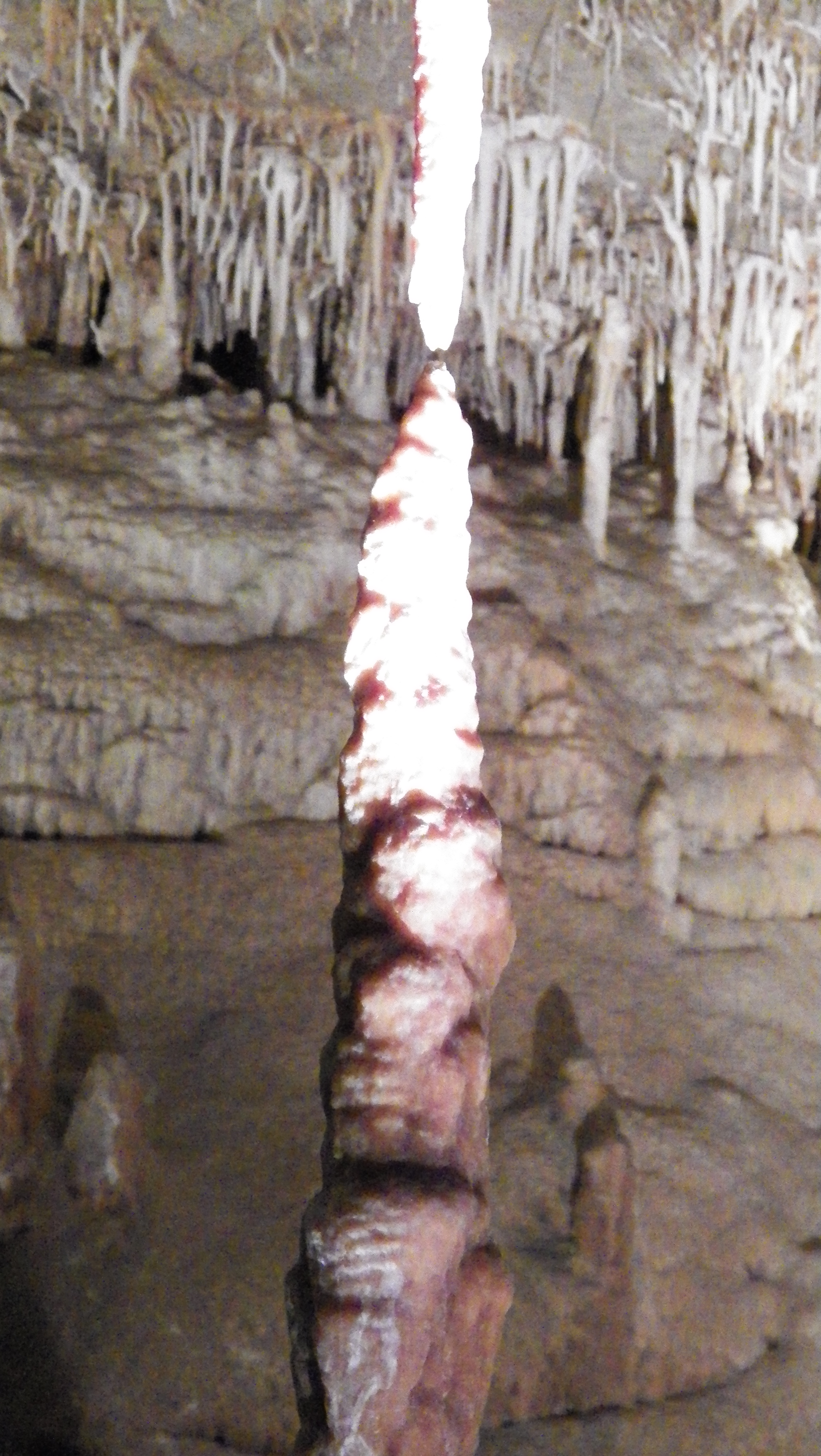
Stalagmite et stalactite.
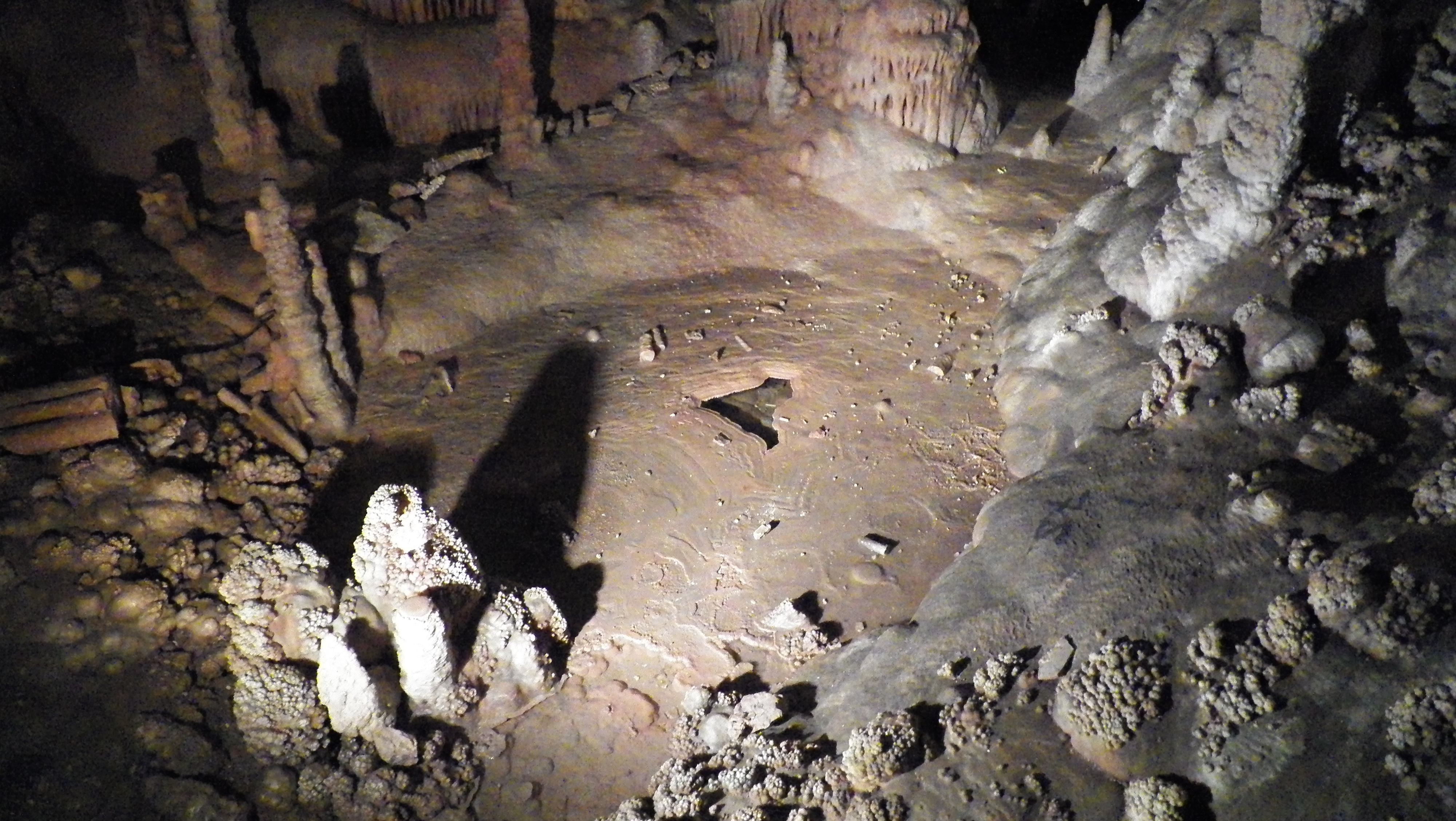
Gour.
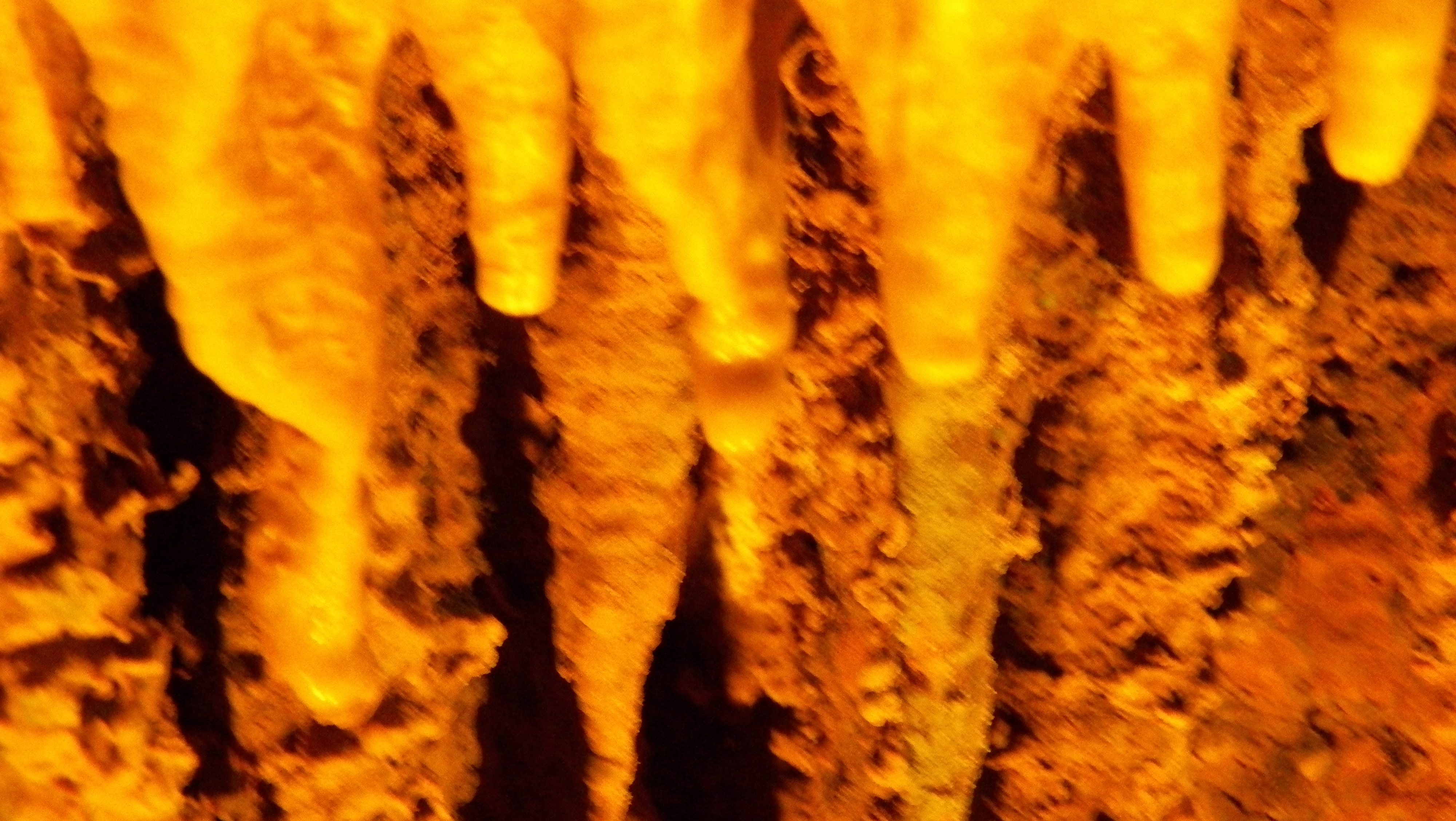
Spéléothème 2.
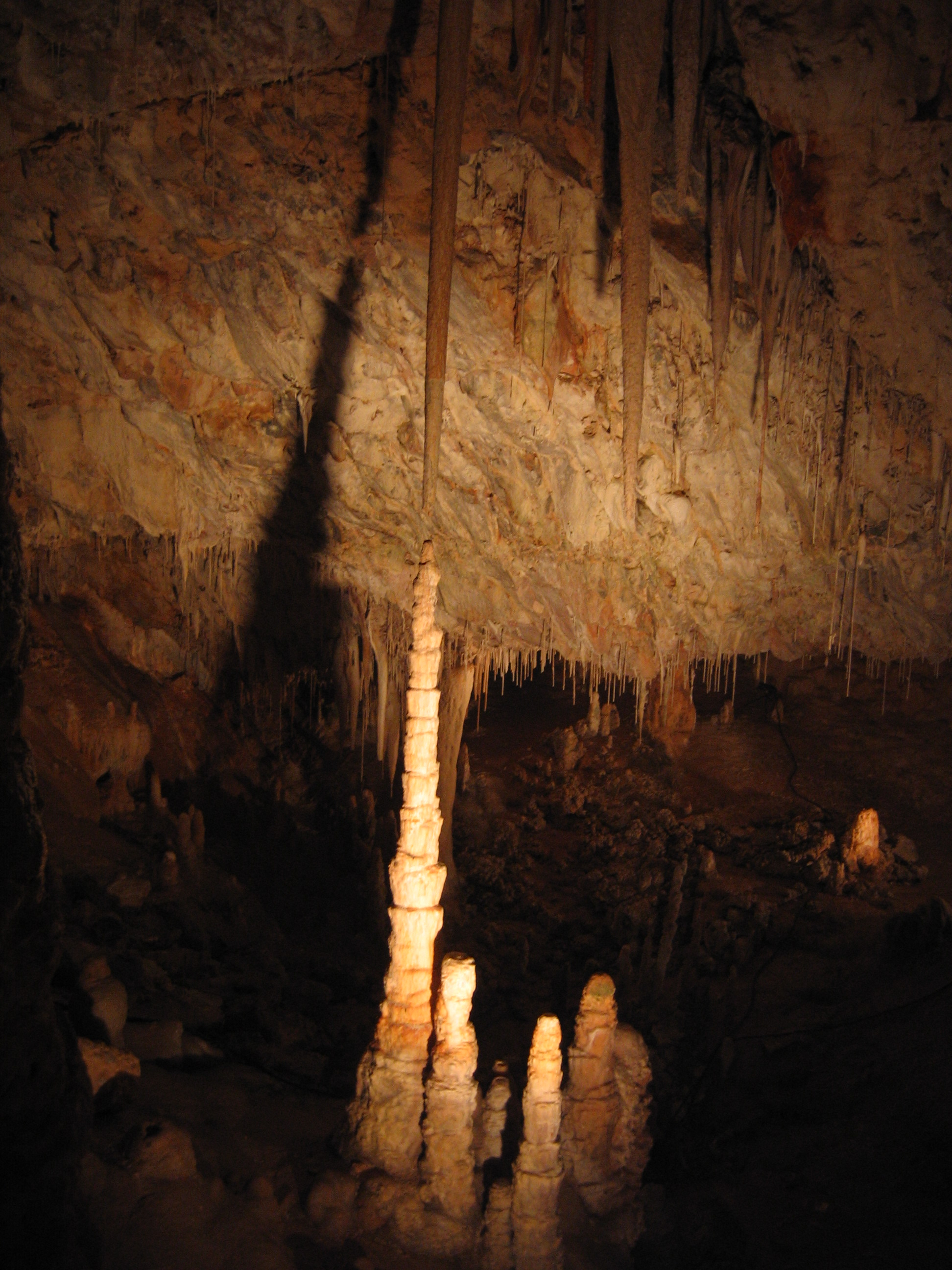
Stalagmites.